# Brélès

Brélès este o comună în departamentul Finistère, Franța. În 1 ianuarie 2022 avea o populație de 867 de locuitori.